# The Professionals (film)
The Professionals is een Amerikaanse film van Richard Brooks die werd uitgebracht in 1966.
Het scenario is gebaseerd op de roman A Mule for the Marquesa (1964) van Frank O'Rourke. Claudia Cardinale speelde hier voor het eerst in een Hollywoodfilm.

## Verhaal
Het verhaal speelt in 1917, midden in de Mexicaanse Revolutie. De rijke Texaanse veefokker en oliebaron Joe Grant is ervan overtuigd dat zijn veel jongere vrouw Maria is ontvoerd door een groep vermeende revolutionairen onder leiding van de Mexicaanse bandiet Jesus Raza. Grant wil dat Maria wordt bevrijd en hij neemt huurlingen in dienst, vier ervaren ex-beroepssoldaten en avonturiers. Er wacht hun een beloning van 100 000 $ als ze in hun opdracht slagen.
Het viertal wordt aangevoerd door wapenspecialist Henry Fardan. Deze wordt bijgestaan door zijn makker en explosievenexpert Bill Dolworth, door Hans Ehrengard, een paardenafrichter en door de zwarte Jake Sharp, een ervaren verkenner en spoorzoeker. Om Raza te vinden moeten ze zich eerst wagen in de gevaarlijke Mexicaanse woestijn.

## Rolverdeling
| Acteur                  | Personage           |
| ----------------------- | ------------------- |
| Burt Lancaster          | Bill Dolworth       |
| Lee Marvin              | Henry 'Rico' Fardan |
| Claudia Cardinale       | mevrouw Maria Grant |
| Robert Ryan             | Hans Ehrengard      |
| Woody Strode            | Jake Sharp          |
| Jack Palance            | Jesus Raza          |
| Ralph Bellamy           | Joe Grant           |
| Joe De Santis           | Ortega              |
| Rafael Bertrand         | Fierro              |
| Jorge Martínez de Hoyos | geitenhoeder        |
| Marie Gomez             | Chiquita            |